# 大中华文库
《大中华文库》是中華人民共和國新闻出版总署1994年啓動的一項出版工程，總編輯為杨牧之，目的是系统地向國外推出中國的經典古籍。該項目選取了中國历代文学、历史、经济、哲学、军事等各個領域的110部作品，翻譯成英文及其他外文。

## 歷史
1993年，时任新闻出版署图书司司长杨牧之提出《大中华文库》計劃，季羡林、任继愈、金开诚、叶水夫、杨宪益等学者曾參與籌備工作。1994年7月22日得到批准。2004至2010年間温家宝曾三次對該計劃做出批示。2011年，《大中華文库》列入国家出版基金资助项目。第一期為英漢對照版，2007年加入联合国的另外4种官方語言（法文、西班牙文、阿拉伯文、俄文）和德文、日文、韩文。

## 獲獎
- 第五届国家图书奖荣誉奖（第一期）
- 第三届全国古籍整理优秀图书奖一等奖

## 外部連接
- . 人民日報. 2005年9月8日.[永久]